# Zhang Xixiang
Zhang Xixiang (en chino: 张惜香; 1978) es una deportista china que compitió en halterofilia. Ganó dos medallas en el Campeonato Mundial de Halterofilia, oro en 1996 y plata en 1995.

## Palmarés internacional
| Campeonato Mundial | Campeonato Mundial | Campeonato Mundial | Campeonato Mundial |
| Año                | Lugar              | Medalla            | Categoría          |
| ------------------ | ------------------ | ------------------ | ------------------ |
| 1995               | Cantón (China)     | Medalla de plata   | 54 kg              |
| 1996               | Varsovia (Polonia) | Medalla de oro     | 54 kg              |